# Kleinwolstrup
Kleinwolstrup (selten auch: Klein Wolstrup; dänisch Lille Volstrup) ist ein Ortsteil der Gemeinde Freienwill.

## Lage
Kleinwolstrup liegt nördlich vom Hauptort der Gemeinde Freienwill. Südöstlich von Kleinwolstrup liegt das Dorf Kleinsolt. Nordöstlich liegt der Ortsteil Wielenberg. Dort im Norden, in 500 Meter Entfernung von Kleinwolstrup, liegen auch einige kleine Waldflächen. Zwei Kilometer westlich liegt übrigens das namensähnliche Dorf Munkwolstrup, das zur Gemeinde Oeversee gehört. Ein Kilometer nordöstlich vom Dorf Kleinwolstrup liegt der Höckeberg, die höchste Erhebung Angelns.

## Hintergrund
An frühgeschichtliche Besiedlungsaktivitäten in der Region erinnern Großsteingräber bei Kleinwolstrup (vgl. Liste der Großsteingräber in Schleswig-Holstein sowie Arnkielpark). Der Ortsname Kleinwolstrup besteht aus der Größenangabe „Klein“ sowie möglicherweise dem Personennamen „Wol“ oder „Wal“ und dem Wortbestandteil -rup, das auf ein Dorf hinweist. Möglicherweise hat ein „Wol“ oder „Wal“ das Dorf gegründet. Der Ortsname würde demnach also „Kleines Dorf des Wols“ heißen. Wobei sich offensichtlich auch niederdeutsch Wo(h)ld, also Wald, als Bedeutung für das „Wol“ anbietet, wie beispielsweise beim Ort Wohlde oder dem Dänischen Wohld. So dass auch „Kleines Walddorf“ als Möglichkeit sich anböte. Unweit nördlich von Kleinwolstrup befinden sich entsprechende Waldflächen.
Kleinwolstrup entwickelte sich im Laufe der Jahrhunderte zum heutigen Haufendorf. Besondere Altbauten blieben offensichtlich in Munkwolstrup nicht erhalten. Die St.-Johannes-Kirche zu Kleinsolt, zu deren Gemeinde Kleinwolstrup gehört, liegt heute südlich des Dorfes beim Hauptort Freienwill. Das Dorf Freienwill entstand vor Jahrzehnten durch eine „freiwillige“ Aussiedlung aus dem Dorf Kleinwolstrup. In der Nachkriegszeit wurde im Übrigen bei Munkwolstrup Ein NATO-Bunker (ein GSVBw) errichtet (vgl. Liste von Bunkeranlagen in Deutschland#Schleswig-Holstein).
Im Jahr 1961 lebten 431 und 1970 347 Einwohner in Kleinwolstrup. Bis 1974 gehörte die Gemeinde Kleinwolstrup zum Kreis Flensburg-Land. Zeitgleich mit Zusammenlegung der Kreise Flensburg-Land und Schleswig zum Kreis Schleswig-Flensburg wurden die Gemeinden Kleinsolt und Kleinwolstrup unter dem Namen Freienwill zusammengelegt. Im neu gestalteten Wappen der Gemeinde Freienwill charakterisiert ein Eichenzweig den Ortsteil Kleinwolstrup. Das Eichenblatt im Wappen soll die besondere Bedeutung des Waldes für den Ortsteil Kleinwolstrup symbolisieren. Inmitten von Kleinwolstrup befindet sich zudem die Straßenkreuzung „An der Eiche“.